# 厄涅
厄涅（法語：Heugnes，法語發音：[œɲ]）是法国安德尔省的一个市镇，位于该省北部偏西，属于沙托鲁区。

## 地理
厄涅（47°0'43"N, 1°24'32"E）面积42.17 平方千米，位于法国中央-卢瓦尔河谷大区安德尔省，该省份为法国中部省份，北起卢瓦-谢尔省，西北接安德尔-卢瓦尔省，西南接维埃纳省，南至克勒兹省和上维埃纳省，东临谢尔省。
与厄涅接壤的市镇（或旧市镇、城区）包括：埃克耶、热马洛什、佩勒瓦桑、普雷欧、纳翁河畔塞勒、维勒古安。

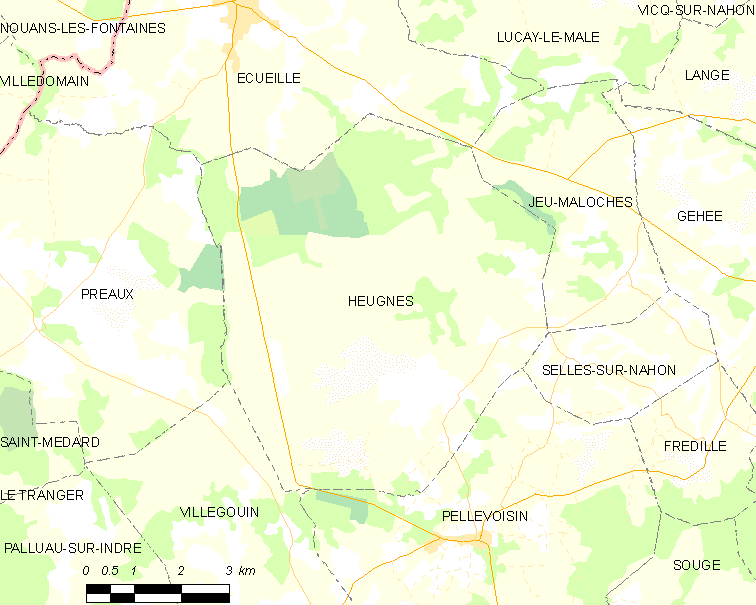
厄涅的OSM定位图

厄涅的时区为UTC+01:00、UTC+02:00（夏令时）。

## 行政
厄涅的邮政编码为36180，INSEE市镇编码为36086。

## 政治
厄涅所属的省级选区为瓦朗赛县。

## 人口

1962-2008年间厄涅人口变化图示

厄涅于2022年1月1日时的人口数量为385人。